# Neukirchen an der Vöckla
Neukirchen an der Vöckla är en ort och kommun i Österrike. Den ligger i distriktet Vöcklabruck i förbundslandet Oberösterreich, 210 kilometer väster om huvudstaden Wien. 
Kommunen består av 46 orter (Ortschaften) (inom parentes invånarantal 1 januari 2024):

- Ackersberg (41)
- Arnberg (37)
- Bachleiten (19)
- Biber (69)
- Dachschwendau (9)
- Dorf (47)
- Endriegl (34)
- Froschern (26)
- Haid (107)
- Höllersberg (115)
- Jagersberg (32)
- Jochling (69)
- Kappligen (42)
- Kogl (66)
- Kolopfern (17)
- Lichtenegg (74)
- Meislgrub (21)
- Mixental (22)
- Mühlleiten (35)
- Neudorf (69)
- Neukirchen an der Vöckla (376)
- Oberthumberg (40)
- Pfefferberg (60)
- Pollhammeredt (62)
- Ragereck (30)
- Raschbach (11)
- Redl (46)
- Rothauptberg (45)
- Satteltal (119)
- Seirigen (41)
- Sonnleiten (89)
- Spöck (20)
- Stipplmühl (30)
- Teufligen (22)
- Unterthumberg (25)
- Verwang (65)
- Waltersdorf (61)
- Wegleiten (32)
- Welsern (85)
- Weyr ()
- Wimm (Node-count limit exceeded)
- Windbichl (Node-count limit exceeded)
- Winteredt (Node-count limit exceeded)
- Wöhr (Node-count limit exceeded)
- Zipf (Node-count limit exceeded)
- Zuckau (Node-count limit exceeded)

Node-count limit exceeded